# Guernsey FC
Guernsey FC (celým názvem: Guernsey Football Club) je guernseyjský fotbalový klub. Sídlí v jeho hlavní městě Saint Peter Port. Založen byl v roce 2011 místní ostrovní asociací Guernsey Football Association, která jej založila za účelem reprezentace fotbalu na ostrově Guernsey v anglickým ligových soutěžích. Od sezóny 2018/19 hraje v Isthmian League South East Division (8. nejvyšší soutěž). Klubové barvy jsou zelená a bílá.
Své domácí zápasy odehrává na stadionu Footes Lane s kapacitou 5 000 diváků.

## Úspěchy v domácích pohárech
Zdroj: 
- FA Cup
  - 2. předkolo: 2013/14
- FA Trophy
  - 1. předkolo: 2013/14, 2014/15
- FA Vase
  - Semifinále: 2012/13

## Umístění v jednotlivých sezonách
Stručný přehled
Zdroj: 
- 2011–2012: Combined Counties League (Division One)
- 2012–2013: Combined Counties League (Premier Division)
- 2013–2018: Isthmian League (Division One South)
- 2018– : Isthmian League (South East Division)

Jednotlivé ročníky
Zdroj: 
Legenda: Z - zápasy, V - výhry, R - remízy, P - porážky, VG - vstřelené góly, OG - obdržené góly, +/- - rozdíl skóre, B - body, červené podbarvení - sestup, zelené podbarvení - postup, fialové podbarvení - reorganizace, změna skupiny či soutěže
| Anglie (2011 – ) |                                             |        |    |    |    |    |     |     |      |    |        |
| Sezóny           | Liga                                        | Úroveň | Z  | V  | R  | P  | VG  | OG  | +/-  | B  | Pozice |
| 2011/12          | Combined Counties League (Division One)     | 10     | 34 | 31 | 1  | 2  | 138 | 22  | +116 | 94 | 1.     |
| 2012/13          | Combined Counties League (Premier Division) | 9      | 42 | 30 | 6  | 6  | 131 | 56  | +75  | 96 | 2.     |
| 2013/14          | Isthmian League (Division One South)        | 8      | 46 | 23 | 12 | 11 | 93  | 65  | +28  | 81 | 4.     |
| 2014/15          | Isthmian League (Division One South)        | 8      | 46 | 19 | 7  | 20 | 92  | 94  | -2   | 64 | 10.    |
| 2015/16          | Isthmian League (Division One South)        | 8      | 46 | 21 | 5  | 20 | 94  | 88  | +6   | 68 | 13.    |
| 2016/17          | Isthmian League (Division One South)        | 8      | 46 | 9  | 11 | 26 | 66  | 112 | -46  | 38 | 21.    |
| 2017/18          | Isthmian League (Division One South)        | 8      | 46 | 13 | 10 | 23 | 65  | 98  | -33  | 49 | 18.    |
| 2018/19          | Isthmian League (South East Division)       | 8      | 38 |    |    |    |     |     |      |    |        |